# Klekkende Høj

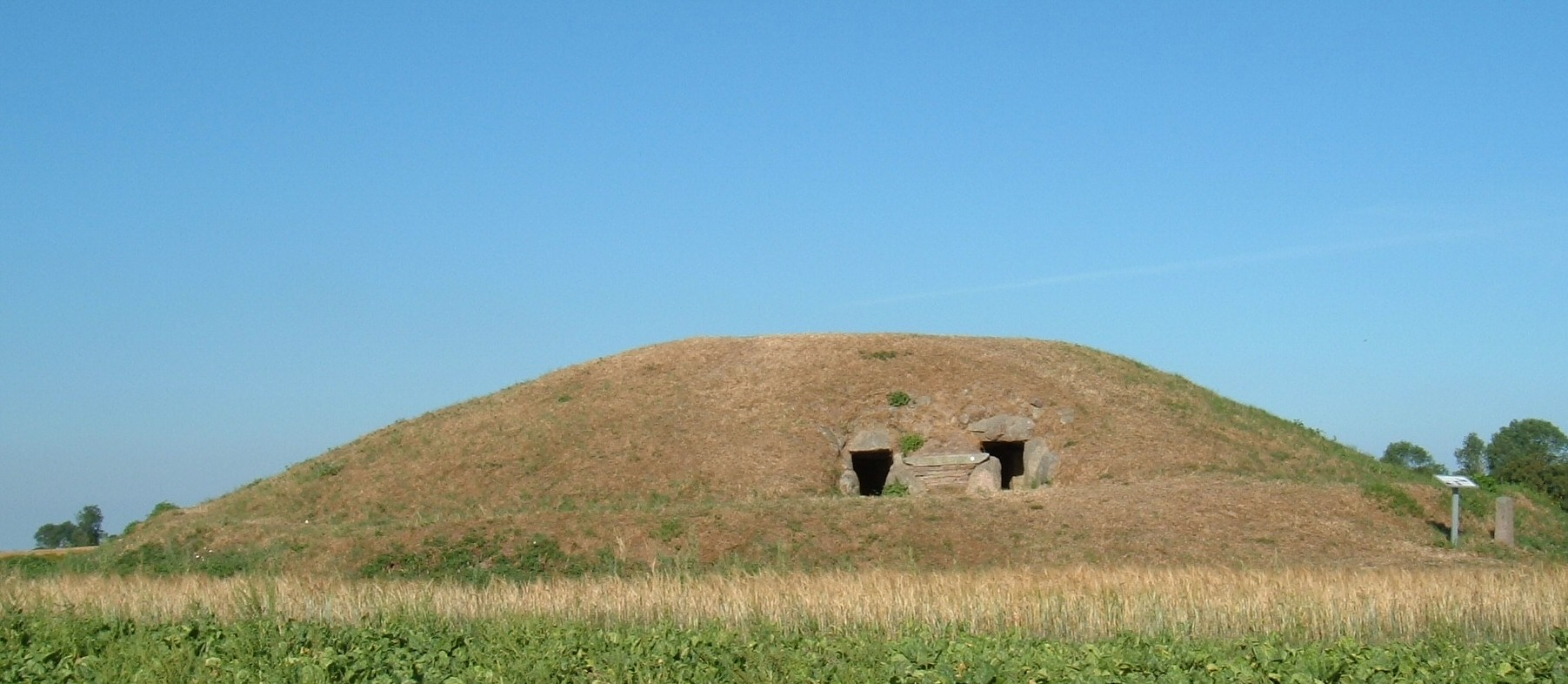
Il doppio ingresso del tumulo.

Klekkende Høj è una tomba megalitica sita sull'isola di Møn, Danimarca.

## Descrizione
La tomba risale al 2.500 a.C. circa ed è uno dei meglio conservati degli oltre 100 tumuli presenti sull'isola. Si trova a breve distanza dalla strada che unisce Tostenæs a Røddinge. 
La camera di sepoltura vera e propria, posta al centro del monumento, è raggiungibile tramite due tunnel orizzontali, caratteristica questa unica tra le tombe dell'isola, e paralleli che si aprono sul versante est del monumento. La camera sepolcrale, a sua volta, è suddivisa in due parti tramite due grandi pietre e ogni passaggio accede ad una singola sezione. L'orientamento della stanza è nord-sud.

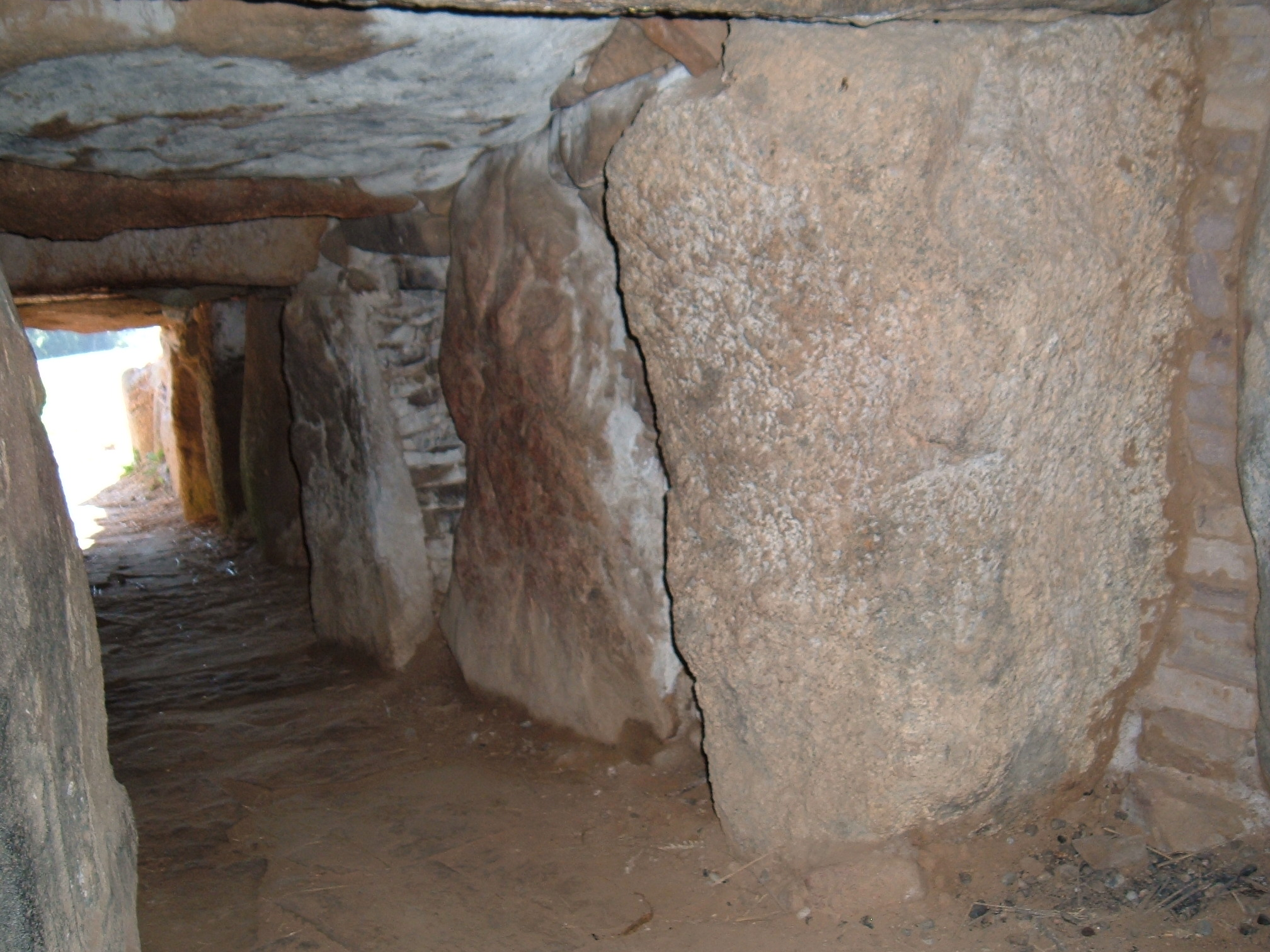
Vista verso sud del tunnel d'accesso.

I tunnel di ingresso sono lunghi circa 7 metri e sufficientemente alti per consentire il passaggio ad un uomo, anche se è necessario piegarsi un po'. Le camere centrali sono lunghe e larghe circa 4,5 metri, ma la loro altezza è tale da non permettere una postura eretta ai visitatori. Le stanze e i passaggi sono realizzati con grandi blocchi di pietra i quali sorreggono delle lastre piatte di roccia che formano il tetto. Il tutto è stato poi ricoperto di terra per formare il tumulo.

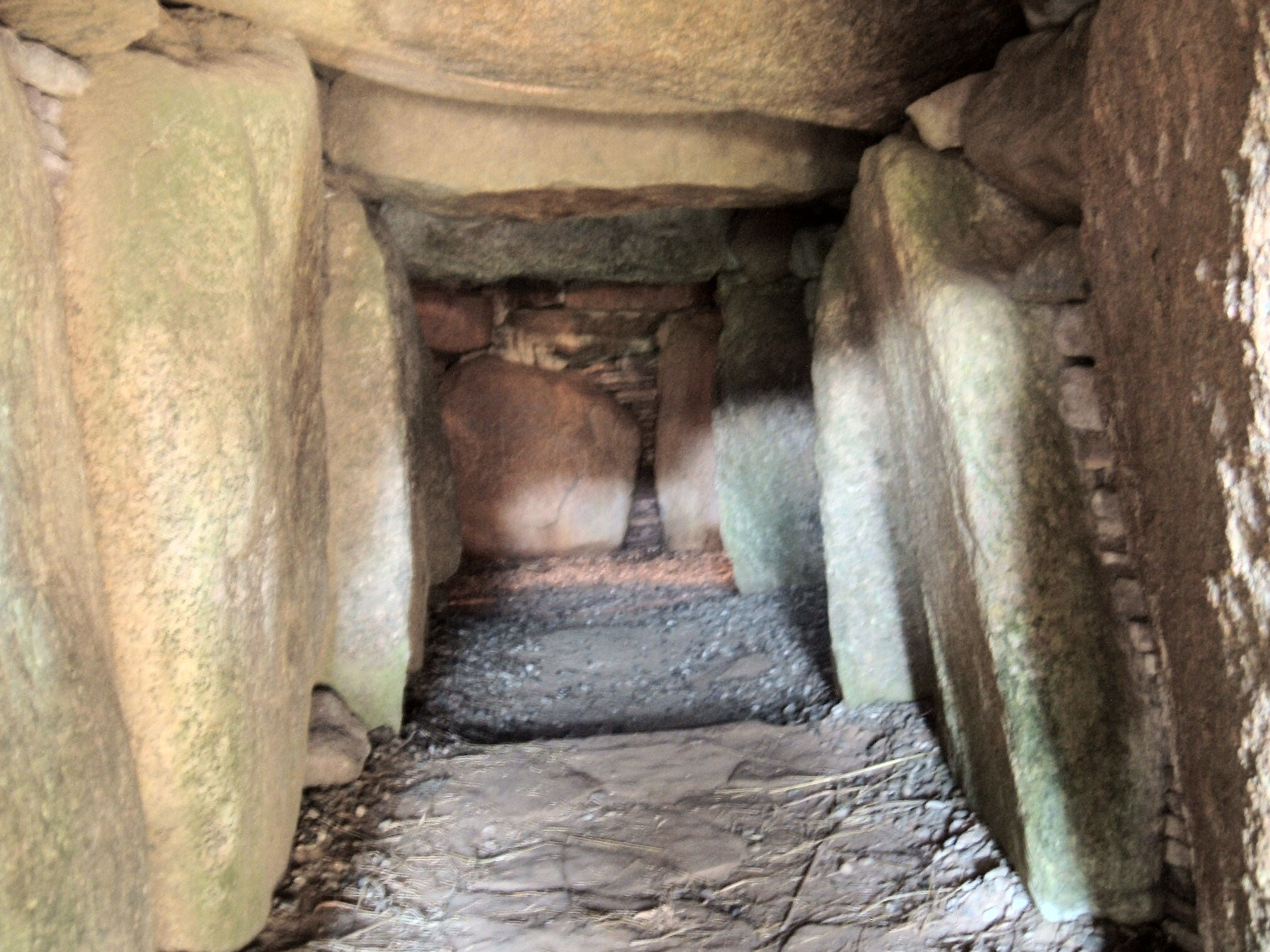
Vista verso nord del tunnel d'accesso.

La tomba fu scavata nel 1797 da Antoine de Bosc de la Calmette, che era il governatore dell'isola. Quindici uomini lavorarono per una settimana per scavare nella tomba e rimuovere alcune delle lastre di roccia utilizzate per formare il tetto delle camere, in modo da creare un accesso dall'alto per entrare e asportarne il contenuto. All'interno sono stati rinvenuti un numero considerevole di resti umani, armi in pietra focaia, vasi d'argilla, ambra e gioielli. Questi oggetti furono inviati al Museo Nazionale di Copenaghen. La tomba è stata poi nuovamente sigillata.
La tomba fu resa nuovamente accessibile e ora è aperta al pubblico, che può accedervi attraverso i tunnel d'ingresso. La camera meridionale è stato restaurato nel 1987 in modo da renderla sicura. A quel momento, la camera di settentrionale fu considerato stabile, ma è stato poi accertato che il tetto rischiava di crollare. La struttura è stata restaurata nel 2002 ed è stata installata la luce elettrica a beneficio dei visitatori.